# Dan 2.
Dan 2. er en dansk sagnkonge, der omtales i bog 4, kapitel 6 af Danmarkskrøniken Gesta Danorum af Saxo Grammaticus. Han er ikke nævnt i andre krøniker eller sagaer og kan være en variation af Kong Dan.
Han var søn af Uffe den Spage.
| Saxo Grammaticus' latinske tekst | Frederik Winkel Horns oversættelse |
| Uffoni Dan filius succedit. Qui cum, transfusis in exteros proeliis, trophaeorum frequentia rerum dominium propagasset, partum gloriae fulgorem taetro superbiae squalore fuscavit, ita a clarissimi parentis honestate degenerans, ut, cum ille ceteris moderatione praestiterit, hic ceteros fastuosa tumidus elatione contempserit. Sed et paterna bona, vel quae ipse exterarum gentium manubiis pepererat, flagitiis disiciebat, opes, quae regio splendori servire debuerant, voracibus sumptuum impensis tribuens. Sic interdum a maioribus suis similia portentis pignora desciscunt. | Uffe blev efterfulgt af sin Søn Dan, som efter at have ført Krige i fremmede Lande og ved talrige Sejre udvidet sit Herredømme fordunklede den Hæderens Glans, han havde opnaaet, ved hæslig Hoffærdighed og vanslægtede saaledes fra sin berømmelige Faders ædle Sind, at ligesom denne udmærkede sig frem for andre ved sin Sagtmodighed, foragtede han alle andre, opblæst af Hovmod og Indbildskhed. Han satte ogsaa de Skatte, han havde arvet efter sin Fader, saavel som dem, han selv havde gjort til Bytte i fremmede Lande, skammelig over Styr, idet han bortødslede de Midler, han burde have brugt til at vedligeholde sin Krones Glans med. Saaledes kan Børn undertiden vanslægte fra deres Forfædre og blive ligesom Skiftinger. |